# Xavier Sneed
Xavier Tyron Sneed, né le 21 décembre 1997 à Saint-Louis dans le Missouri, est un joueur américain de basket-ball. Il évolue au poste d'ailier.

## Biographie

### Carrière universitaire
Entre 2016 et 2020, il évolue pour les Wildcats de Kansas State.

### Carrière professionnelle

#### Jazz de l'Utah (février-septembre 2022)
En février 2022, il signe un contrat two-way en faveur du Jazz de l'Utah.

#### Hornets de Charlotte (mars-avril 2022)
Fin mars 2022, il signe un contrat de 10 jours aux Hornets de Charlotte.

## Statistiques

### Universitaires
| Saison    | Équipe       | Matchs | Titul. | Min./m | % Tir | % 3pts | % LF | Rbds/m. | Pass/m. | Int/m. | Ctr/m. | Pts/m. |
| --------- | ------------ | ------ | ------ | ------ | ----- | ------ | ---- | ------- | ------- | ------ | ------ | ------ |
| 2016-2017 | Kansas State | 35     | 2      | 18,3   | 42,9  | 33,9   | 72,6 | 2,60    | 0,60    | 0,90   | 0,20   | 7,10   |
| 2017-2018 | Kansas State | 37     | 37     | 31,4   | 41,7  | 34,4   | 73,9 | 5,10    | 1,80    | 1,60   | 0,30   | 11,10  |
| 2018-2019 | Kansas State | 33     | 33     | 30,7   | 39,6  | 34,6   | 67,0 | 5,50    | 1,90    | 1,40   | 0,30   | 10,60  |
| 2019-2020 | Kansas State | 32     | 32     | 32,5   | 36,5  | 30,4   | 69,0 | 4,80    | 1,70    | 1,80   | 0,30   | 14,20  |
| Carrière  | Carrière     | 137    | 104    | 28,1   | 39,7  | 33,2   | 70,3 | 4,50    | 1,50    | 1,40   | 0,30   | 10,70  |

### Professionnelles

#### Saison régulière
| Saison    | Équipe   | Matchs | Titul. | Min./m | % Tir | % 3pts | % LF | Rbds/m. | Pass/m. | Int/m. | Ctr/m. | Pts/m. |
| --------- | -------- | ------ | ------ | ------ | ----- | ------ | ---- | ------- | ------- | ------ | ------ | ------ |
| 2021-2022 | Memphis  | 2      | 0      | 4,0    | 0,0   | 0,0    | 0,0  | 1,00    | 0,00    | 0,00   | 0,00   | 0,00   |
| 2021-2022 | Utah     | 7      | 0      | 4,4    | 25,0  | 16,7   | 0,0  | 0,60    | 0,10    | 0,00   | 0,00   | 0,70   |
| Carrière  | Carrière | 9      | 0      | 4,3    | 20,0  | 12,5   | 0,0  | 0,70    | 0,10    | 0,00   | 0,00   | 0,60   |